# Limnophilella patagonica
Limnophilella patagonica is een tweevleugelige uit de familie steltmuggen (Limoniidae). De soort komt voor in het Neotropisch gebied.